# Lepidanthrax morphnus
Lepidanthrax morphnus är en tvåvingeart som beskrevs av Hall 1976. Lepidanthrax morphnus ingår i släktet Lepidanthrax och familjen svävflugor. Inga underarter finns listade i Catalogue of Life.